# Noelia Rodríguez Rey
Noelia Rodríguez Rey (Ourense, 9 d'abril de 1995), més coneguda com a Noelia Rey, és una periodista de televisió gallega.

## Trajectòria
Va estudiar batxillerat a l'IES Otero Pedrayo, més endavant es va llicenciar en Periodisme a la Universitat de Santiago de Compostel·la i va estudiar un màster en Periodisme Multimèdia a Madrid.
Va fer pràctiques a La Voz de Galicia i va ser redactora de Mediaset Espanya i becària de la Corporación de Radio e Televisión de Galicia. Després, va col·laborar amb Galicia Noticias Serán, va presentar Cantas ou non, va treballar a Adiviña quen ven esta tarde i Aquí Galicia, i com a reportera, guionista i col·laboradora a Malicia Noticias, tot a Televisión de Galicia (TVG). El 2021 va participar al Land Rober Tunai Show i el 2022 al programa musical Luar.
El 31 de desembre de 2021 va ser l'encarregada, juntament amb Arturo Fernández i Teresa Portela, de donar les campanades de Cap d'Any a TVG. El juny de 2022 va començar a presentar a TVG Vaia troula!.